# FREQUENCY
『FREQUENCY』（フリークエンシー）は、2024年11月25日にLabel Vから発売されたWayV（威神V）の6枚目のミニ・アルバム。

## 概要
- 5thミニアルバム『Give Me That』以来、約5ヶ月ぶりのカムバック[3]。
- ヤンヤン、ヘンドリー、クン、テン、シャオジュンの5人が参加している[3]。
- タイトル曲「FREQUENCY」の韓国語、中国語バージョンを含む計6曲が収録されている[3]。
- 11月19日、収録曲「HIGH FIVE」を先行公開した。

## 背景
WayVは、2024年6月にリリースした5thミニアルバム『Give Me That』で韓国の音楽番組で初めて1位を獲得し、世界19か国のiTunesトップアルバムチャートで1位、中国QQ MUSIC、Kugou Music（酷狗音乐）、Kuwo Music（酷我音乐）、NetEase Cloud Musicデジタルアルバムランキングで1位、韓国サークルチャートで2冠を達成し、反響を呼んだ。
2024年9月25日には、日本1stミニアルバム『The Highest』を発売して日本デビューを果たし、オリコン週間ランキングで2冠を達成するなど海外でも活躍している。また、初の単独コンサートツアー「2024 WayV CONCERT [ON THE Way]」を2025年2月まで開催予定である。

## プロモーション

### 予告編
- 10月30日、スケジュールポスターを公開した[4]。
アルバム名「FREQUENCY（周波数）」に合わせてオシロスコープ（電圧を計測する測定機器）をテーマにしている[4]。
- 11月11日、タイトル曲「FREQUENCY」のムードサンプラー映像を公開した[5]。
ミステリアスな雰囲気の学校を背景に、思いがけない悪戯をする悪童になったメンバーたちの姿を盛り込んでいる[5]。

### ミュージックビデオ
- 11月19日、先行公開曲「HIGH FIVE」のミュージックビデオを公開した[6]。
曲名にちなみ、手のひらの形をした神秘的な遺物を発見したメンバーたちの話をウィットに富んだ演出で描いている[6]。
- 11月25日、タイトル曲「FREQUENCY」のミュージックビデオを公開した。
WayVのメンバーたちが、電波に関連した特別な能力を持っている悪童に変身するというストーリー[7]。

## 収録曲
1. FREQUENCY (Korean Ver.) [2:40]
  - 作詞：강은정、우탄
  - 作曲：AFTRSHOK、Deadbear、Sam SZND、Jacob Aaron (THE HUB)、Ayushy (THE HUB)
  - 編曲：AFTRSHOK、Deadbear

ずっしりとしたベースと強烈なドラムビートが合わさった、オールドスクール&ヒップホップダンス曲[5]。歌詞には「僕たちの周波数に合わせて新しい次元に行こう」というメッセージが盛り込まれている[5]。
2. HIGH FIVE [3:02]
  - 作詞：박태원
  - 作曲：Ludwig Lindell、Chris Meyer、Gabriel Brandes
  - 編曲：Ludwig Lindell

ヴィンテージなブラスと808ベース、多様なシンセサウンドが調和したエネルギッシュなダンスナンバー[4]。レトロポップとオールドスクール・ヒップホップの調和が魅力的な楽曲で、歌詞にはハイタッチをして頂上に向かって進んでいこうという肯定的なメッセージを盛り込んだ[4]。
3. TWIST [2:46]
  - 作詞：박태원
  - 作曲：John Morgan、William Lansley、Andrew Charles Keith Hall Hall、Jack Morgan
  - 編曲：Punctual

クセになるメロディーとリズミカルなビート、クラップサウンドがダイナミックな印象を与えるミディアムテンポのダンス曲[8]。歌詞では、相手に夢中になった感情を、世界中がねじれるような感じにたとえた[8]。
4. Filthy Rich [2:42]
  - 作詞：Landon Sears、Colin Magalong、Barry Cohen、MZMC
  - 作曲：Landon Sears、Colin Magalong、Barry Cohen、MZMC
  - 編曲：Gingerbread、MZMC

いくら華やかな人生を送っていても相手がいなければ全てが無意味だという内容のレトロムードR&Bダンス曲[8]。
5. Call Me [3:41]
  - 作詞：Dewain Whitmore、Michael Gerow
  - 作曲：Daniel Davidsen、Peter Wallevik、Dewain Whitmore、Michael Gerow
  - 編曲：PhD

相手の連絡を待っている切実な気持ちをメンバーたちの甘いボーカルと感性あふれるラップで表現したミディアムテンポのR&B曲[8]。
6. FREQUENCY（超频率） [2:40]
  - 中国語詞：潘彦廷 (YTP)
  - 作曲：AFTRSHOK、Deadbear、Sam SZND、Jacob Aaron (THE HUB)、Ayushy (THE HUB)
  - 編曲：AFTRSHOK、Deadbear